# رينيه غرين
رينيه غرين (بالإنجليزية: Renée Green) هي فنانة أمريكية، ولدت في 1959 في كليفلاند في الولايات المتحدة.

## وصلات خارجية
- رينيه غرين على موقع ديسكوغز (الإنجليزية)